# 말로아르한겔스크

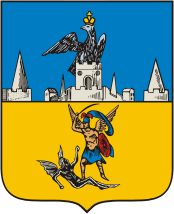
시 문장

말로아르한겔스크(러시아어: Малоарха́нгельск)는 러시아 오룔주 남부에 위치한 도시로, 인구는 3,962명(2002년 기준)이며 오룔(오룔 주의 주도)에서 남쪽으로 82km 정도 떨어진 곳에 위치한다.
17세기 아르한겔스코예(Арх́ангельское)라는 마을이 형성되었으며 1778년 시로 승격될 때 아르한겔스크와 구분하기 위해 말리아르한겔스키(Ма́лый Арха́нгельский, "작은 아르한겔스크"라는 뜻)라는 이름으로 변경되었고 나중에 말로아르한겔스크로 변경되어 오늘에 이른다.